# ليلى الحداد (صحفية)
ليلى الحداد صحفية فلسطِينية مُستقلة ومؤلفَة ومدوِّنة من غزة، مقيمَة حاليًا في ولايَة ميريلاند بالولايات المتحدة الأمريكية. ألفَت العَديد من الكُتب، وعمِلت مستشارًا سياسيًّا لشبكة السياسَات الفلسطينيةِ، وتكتب لقناة الجزيرة الإنجِليزية وصَحيفة الغارديان. نُشرت كتاباتُها في صحف عديدة كواشنطن بوست، إنتيرناشونال هيرالد تريبيون، بالتيمور صن، نيوستيتسمان ولوموند ديبلوماتيك.

## حياتها الشخصية
ولدت ليلَى الحداد في الكويت عام 1978، وقضت طفولتَها في المملكة العربية السعودية حيثُ عمل والداها، وكانت تأتِي إلى غزة في الصَّيف. سافرَت إلى الولايات المتحدة الأمريكية للدرَاسة في جامعة ديوك، ثم الحُصول على درجة الماجستير في السياسة العامة في كلية كينيدي بجامعة هارفارد حيثُ حصلت على منحةِ كلينتون لطلاب الدراسات العليا الفلسطينِيين. عادَت إلى غزَّة فيما بعد للعملِ كصحفيةٍ بينما ظلَّ زوجها ياسين داوود في الولايات المتحدة الأمريكِية، ولم يتمكن من زيارتِها باعتبارِه لاجئًا فلسطينيًّا. كان عليها أن تسافرَ إلى الولايات المتحدة الأمريكية للقَائه. ونظرًا لأنها لم تكن حاملةً للجنسية الأمريكية، ولم تمتَلك وثائقَ سفرٍ فلسطينيةِ تم إيقافُها واضطرت للمكُوث في القاهرة مع ابنها لمدة 55 يومًا بانتظارِ الوثائقِ أو فتح الحُدود. تمكنت عام 2006 من السَّفر إلى زوجها في الولايات المتحدة الأمريكية، وكانت خارجَ البلادِ عندما شنت إسرائيل الحرب على غزة لمدة 3 أسابيع، وظلَّت على اتصال وثيق بأبويهَا هناك، مما مكنها من كتابةِ معاناتهم ونشرها.
لليلى ابنٌ يدعى يوسف، وابنتَان نور وملَاك.

## عملها
من 2003 حتى 2007، عملت ليلَى كمراسلةٍ لموقعِ الجَزيرة الإنجليزية من غزة، ولقيت إشادةً واسعةً لتغطيتِها إخلاء إسرائيل للمستوطناتِ الإسرائيلية ومعسكراتِ الجيش الإسرائيلي من قطاع غزة عام 2005 والانتخابات التشريعية الفلسطينية عام 2006. وحلَّت كضيفةٍ في محطات فضائية كإن بي آر، سي إن إن وبي بي سي.
تعاونَت أيضًا مع سعيد تاجي فاروقي في إخراجِ الفيلم الوثائقي Tunnel Trade الذي أنتجَته شركة "Tourist With A Typewriter"، وساهمت في إصدارِ الكتيب الإرشاديِّ لشركة "Green Olive Tours".

## الكتابة
عام 2004 قامت ليلَى بإنشاءِ مدونة كانت تُدعى «يوميَّات أم تحت الاحتلالِ» (بالإنجليزية: "Raising Yousuf: A Diary of a Mother Under Occupation")، وتُدعى الآن «أمي غزة» (بالإنجليزية: Gaza Mom)، وقد فازَت بجائزةِ أفضل مدوَّنة في الشرق الأوسط عام 2007، وغيرِها من الأوسِمة. عام 2010، قامت بتجميع كافَّة مُدوَّناتها وكتاباتِها الأخرى التي تحكِي فيها عن حياتها اليوميَّة وما يحدُث في غزة من أحداث تعاصرُها وتحاول أن تحكيَها لأبنائِها في كتاب واحد بعُنوان: «أمي غزَّة، فلسطِين، السياسَة، الأبوَّة والأمُومة، وكلُّ ما بينَها».
تكتُب ليلَى عن حياتِها بأسلُوب فكاهيٍّ، ومن خلال يومياتِها تصورُ ما يلقَاه الفلسطينيون وأهل غزة بأسلوبٍ يثيرُ التعاطُف معَهم.
كتبت أيضًا في صحف عديدةٍ كواشنطن بوست، إنتيرناشونال هيرالد تريبيون، بالتيمور صن، نيوستيتسمان ولوموند ديبلوماتيك وموقع الانتفاضة الإلكترونية الذي يغطي الصراع الإسرائيلي الفلسطيني من شيكاغو.
شاركت كذلك في تأليفِ كتابِ "The Goldstone Report: The Legacy of the Landmark Investigation of the Gaza Conflict"الصادر عام 2011، وتعاونَت مع ماجي شميت في إصدارِ كتاب «مطبخ غزة: رحلة الطبخ الفلسطينية» (بالإنجليزية: The Gaza Kitchen: A Palestinian Culinary Journey)، يضمُّ الكتاب وصفاتِ طبخ من أنحاءِ قطاع غزة ويحكي قصصًا لرجالٍ ونسَاء من غزة، مما يسلطُ الضَّوء على واقعِ حيَاة الفلسطِينيين من منظورٍ شخصيٍّ.
ظهرت كذلك في البرنَامج التلفزيُوني «أماكنَ غير معروفَة» في حلقَة القدس، وتحدثَت عن الثقافةِ الغذائية الغنِية لغزَّة.

## صور

غلاف كتاب "أمي غزة" لليلى حدّاد
غلاف كتاب "The Gaza Kitchen: A Palestinian Culinary Journey" لماجي شميت وليلى حداد

## روابط خارجية
- مدوَّنة ليلى الحداد (أمي غزة) نسخة محفوظة 15 ديسمبر 2023 على موقع واي باك مشين.
- موقع شبكة السياسات الفلسطينية
- صفحة فيلم Tunnel Trade في قاعدة بيانات الأفلام على الإنترنت
- صفحة كتاب The Goldstone Report: The Legacy of the Landmark Investigation of the Gaza Conflict على موقع Goodreads